# Photinia
Photinia là một chi thực vật có hoa thuộc họ Hoa hồng. Chi này có khoảng 79 loài phân bố ở Đông Á, Nam Á, Đông Nam Á, Trung Mĩ và Mexico; trong số đó tại Trung Quốc có 43 loài và 34 loài trong số này là đặc hữu của Trung Quốc được gọi chung là Thạch Nam (石楠).

## Đặc điểm
Gồm các loại cây thân gỗ hoặc cây bụi, cây rụng lá hoặc thường xanh. Nảy lộc nhỏ vào mùa đông; vảy dính chặt và ít. Lá mọc so le, gân lá hình trứng, mép đôi khi có răng cưa, cuống lá ngắn. Cụm hoa hình chùy, hình tán hoặc có chùm, nhiều hoa, đôi khi hoa 2 hoặc 3 cụm hoặc đơn độc. Hoa hình thành từ đầu mùa hè, mỗi bông có đường kính 5 đến 10mm, có 5 cánh tròn màu trắng, có mùi thơm nhẹ. Quả dạng quả lựu, hình cầu, hình trứng hoặc elip, hơi nhiều thịt đường kính từ 4 đến 12mm, màu đỏ, 1 đến 5 khoang, mỗi khoang có 1 hoặc 2 hạt;  hạt mọc thẳng, vỏ cứng;  lá mầm phẳng-lồi.

## Độc tính
Một số giống Photinia độc hại do sự hiện diện của glycoside cyanogen trong không bào của lá và tế bào quả. Khi nhai lá, các hợp chất này được giải phóng và nhanh chóng chuyển thành hydro xyanua (HCN) ngăn cản quá trình hô hấp của tế bào. Lượng HCN được tạo ra thay đổi đáng kể giữa các loài, và nói chung là nhiều nhất ở các lá non. Động vật nhai lại đặc biệt bị ảnh hưởng bởi glycoside cyanogen vì giai đoạn đầu tiên của hệ thống tiêu hóa của chúng (dạ cỏ) cung cấp điều kiện tốt hơn để giải phóng HCN so với dạ dày của động vật có xương sống dạ dày đơn.

## Phân loài
32 loài được công nhận bởi Plants of the World Online tính đến  tháng 8 năm 2022. Gồm tên khoa học và người phát hiện ra.
- Photinia anlungensis T.T.Yu
- Photinia arbutifolia Lindl.
- Photinia berberidifolia Rehder & E.H.Wilson
- Photinia chihsiniana K.C.Kuan
- Photinia chingiana Hand.-Mazz.
- Photinia chingshuiensis (T.Shimizu) T.S.Liu & H.J.Su
- Photinia crassifolia H.Lév.
- Photinia cucphuongensis T.H.Nguyên & Yakovlev
- Photinia davidiana (Decne.) Cardot
- Photinia fokienensis (Finet & Franch.) Franch. ex Cardot
- Photinia × fraseri Dress
- Photinia glabra (Thunb.) Jacob-Makoy
- Photinia griffithii Decne.
- Photinia hirsuta Hand.-Mazz.
- Photinia impressivena Hayata
- Photinia integrifolia Lindl.
- Photinia lanuginosa T.T.Yu
- Photinia lasiogyna (Franch.) C.K.Schneid.
- Photinia lindleyana Wight & Arn.
- Photinia lochengensis T.T.Yu
- Photinia loriformis W.W.Sm.
- Photinia megaphylla T.T.Yu & T.C.Ku
- Photinia prionophylla (Franch.) C.K.Schneid.
- Photinia prunifolia (Hook. & Arn.) Lindl.
- Photinia pustulata Lindl.
- Photinia serratifolia (Desf.) Kalkman
- Photinia sorbifolia W.B.Liao & W.Guo
- Photinia stenophylla Hand.-Mazz.
- Photinia taishunensis G.H.Xia, L.H.Lou & S.H.Jin
- Photinia tushanensis T.T.Yu
- Photinia undulata (Decne.) Cardot
- Photinia wrightiana Maxim.
- Photinia zhejiangensis P.L.Chiu

### Các loài khác
Theo website Hệ thực vật Trung Quốc
- Photinia arguta
- Photinia arguta var. hookeri
- Photinia arguta var. salicifolia
- Photinia beauverdiana var. brevifolia
- Photinia beauverdiana var. beauverdiana
- Photinia beauverdiana
- Photinia beckii
- Photinia benthamiana
- Photinia benthamiana var. benthamiana
- Photinia benthamiana var. obovata
- Photinia benthamiana var. salicifolia
- Photinia blinii
- Photinia bodinieri
- Photinia bodinieri var. bodinieri
- Photinia bodinieri var. longifolia
- Photinia calleryana
- Photinia callosa
- Photinia chingiana var. lipingensis
- Photinia chingiana var. chingiana
- Photinia glomerata
- Photinia hirsuta var. lobulata
- Photinia hirsuta var. hirsuta
- Photinia impressivena var. urceolocarpa
- Photinia impressivena var. impressivena
- Photinia integrifolia var. integrifolia
- Photinia integrifolia var. flavidiflora
- Photinia kwangsiensis
- Photinia komarovii
- Photinia lasiogyna var. lasiogyna
- Photinia lasiogyna var. glabrescens
- Photinia lucida
- Photinia obliqua
- Photinia lasiogyna var. lasiogyna
- Photinia lasiogyna var. glabrescens
- Photinia parvifolia var. subparvifolia
- Photinia parvifolia var. parvifolia
- Photinia parvifolia
- Photinia pilosicalyx
- Photinia prunifolia var. prunifolia
- Photinia prunifolia var. denticulata
- Photinia prionophylla var. prionophylla
- Photinia prionophylla var. nudifolia
- Photinia raupingensis
- Photinia schneideriana var. schneideriana
- Photinia schneideriana var. parviflora
- Photinia schneideriana
- Photinia serratifolia var. lasiopetala
- Photinia serratifolia var. daphniphylloides
- Photinia serratifolia var. ardisiifolia
- Photinia serratifolia var. serratifolia
- Photinia tsaii
- Photinia villosa var. sinica
- Photinia villosa var. glabricalycina
- Photinia villosa
- Photinia villosa var. villosa

## Hình ảnh

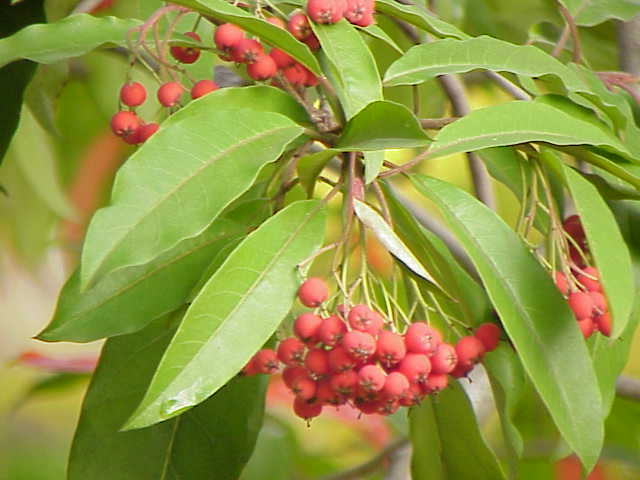
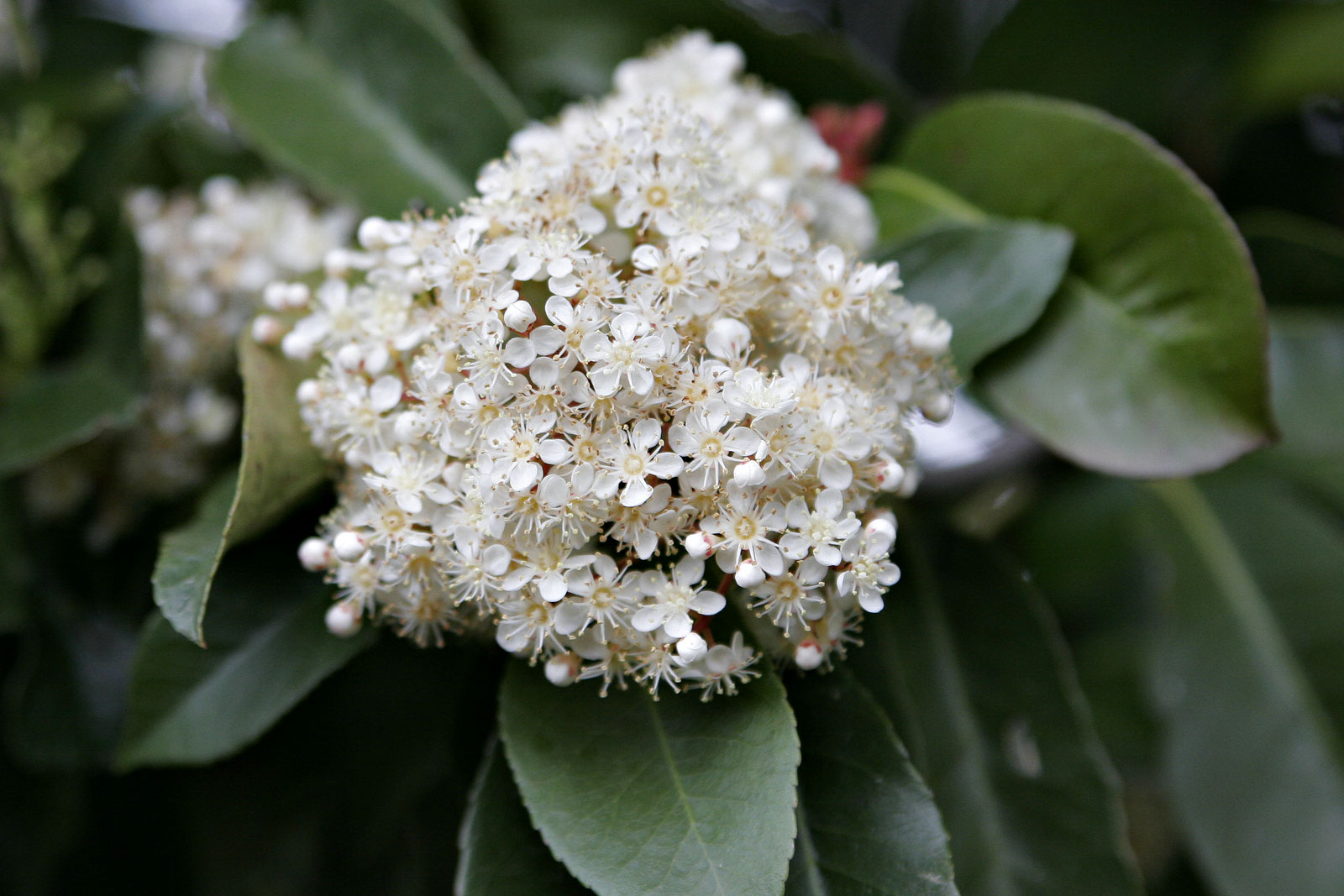
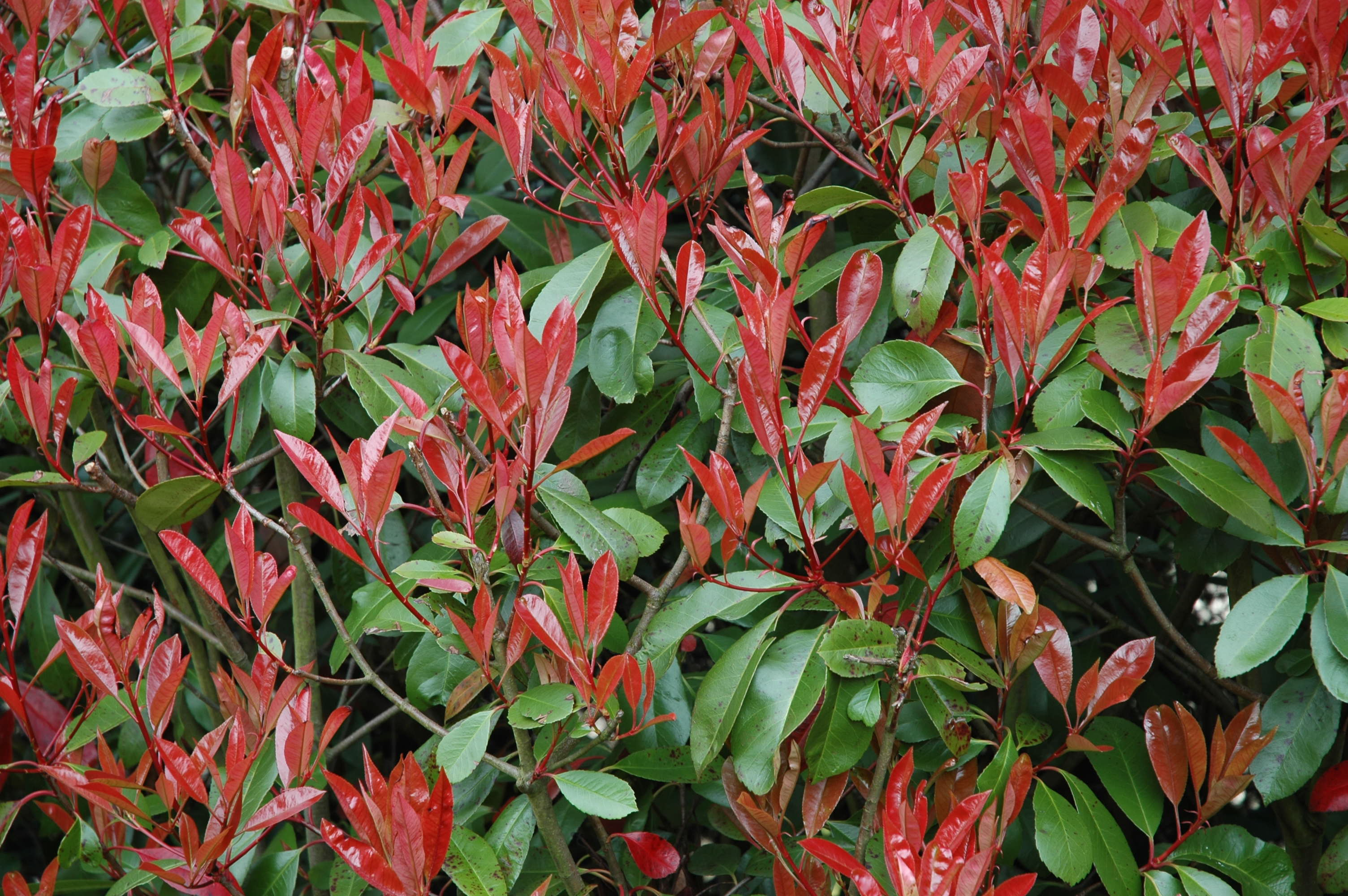
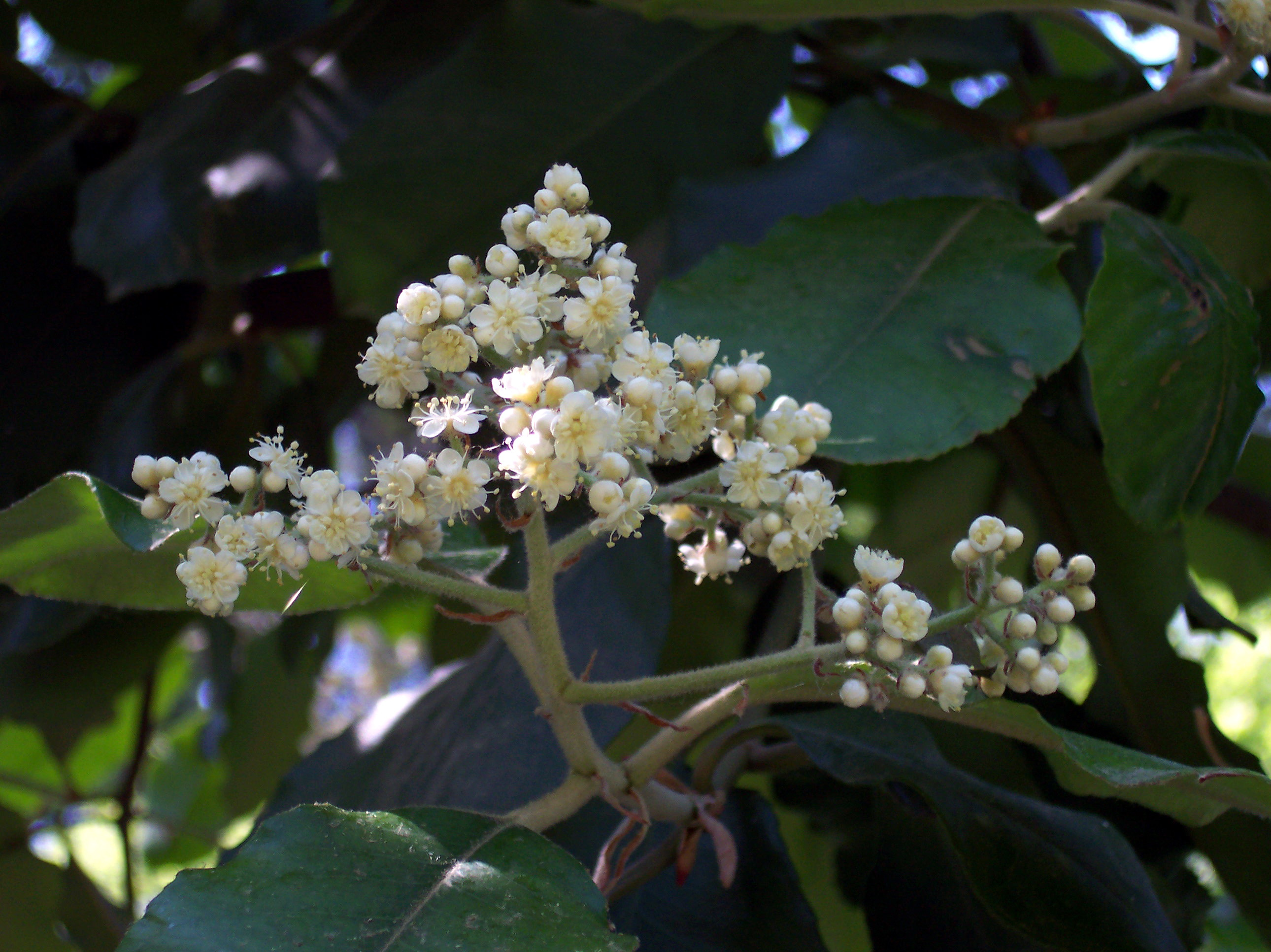